# Walfrid Rahmqvist
Walfrid Rahmqvist, folkbokförd Klas Valfrid Rahmqvist, född 27 september 1908 i Stockholm, död 17 januari 1982 i Ruder, Mullsjö, Nykyrka församling, dåvarande Skaraborgs län, var en svensk kulstötare. Han tävlade för SoIK Hellas.

## Främsta meriter
Walfrid Rahmqvist hade svenska rekordet i kulstötning från 1934 till 1935. Han blev dessutom femma vid EM i Turin 1934.

## Karriär (kulstötning)
1934 var Walfrid Rahmqvist med vid EM i Turin; han placerade sig här femma med resultatet 15,01. Den 23 september 1934 satte han dessutom svenskt rekord med 15,37. Han slog härvid Samuel Norrbys rekord på 15,30 från 1933. Rekordet stod sig tills Gunnar Bergh slog det påföljande år.

## Personliga rekord
Kulstötning: 15,37 (Falun 23 september 1934)

### Fotnoter
1. ↑  Sveriges Dödbok 1901–2009, DVD-ROM, Version 5.00, Sveriges Släktforskarförbund (2010).